# 경주 효현동 삼층석탑
경주 효현동 삼층석탑(慶州 孝峴洞 三層石塔)은 대한민국 경상북도 경주시 효현동에 있는 남북국 시대 신라의 삼층석탑이다. 1963년 1월 21일 대한민국의 보물 제67호로 지정되었다.

## 개요
탑이 세워진 이 터는 신라 법흥왕이 죽기 전까지 승려로서 불도를 닦았다는 애공사(哀公寺)가 있었던 곳이라 전해오기도 하지만 주변이 논밭으로 변하여 사찰의 흔적은 찾을 수 없다.
탑은 2단의 기단(基壇) 위에 3층의 탑신(塔身)을 세운 모습이다. 기단은 사방 네 면에 기둥 모양의 조각을 두었는데, 탑신에 비해 과중한 비율을 보이고 있어 무거운 느낌을 준다. 탑신(塔身)은 각 층의 몸돌 모서리마다 기둥을 본 뜬 조각을 두었고, 지붕돌은 하늘을 향해 네 귀퉁이가 살짝 들려있어 경쾌한 곡선을 이룬다.
지붕돌의 밑면 받침이 4단으로 되어있고 각 부분의 조각이 가늘고 약하게 나타나 있어 9세기 무렵 통일신라 석탑의 특징을 보여주고 있다.

## 현지 안내문
이 탑은 전형적인 통일신라시대의 양식을 보여주는 삼층석탑이다.
화강암으로 만들어졌으며, 이중(二重) 기단 위에 세워졌다. 규모는 비교적 작고 기단의 기둥 새김이 면마다 아래위에 세 개씩이며, 지붕돌의 층급받침이 4단인 점으로 보아 9세기경에 세워진 것으로 짐작된다. 꼭대기 부분은 없어졌으며, 1973년에 해체·복원되었다. 동경잡기(東京雜記)에는 이 곳을 애공사지(哀公寺址)라고 전한다.

## 사진

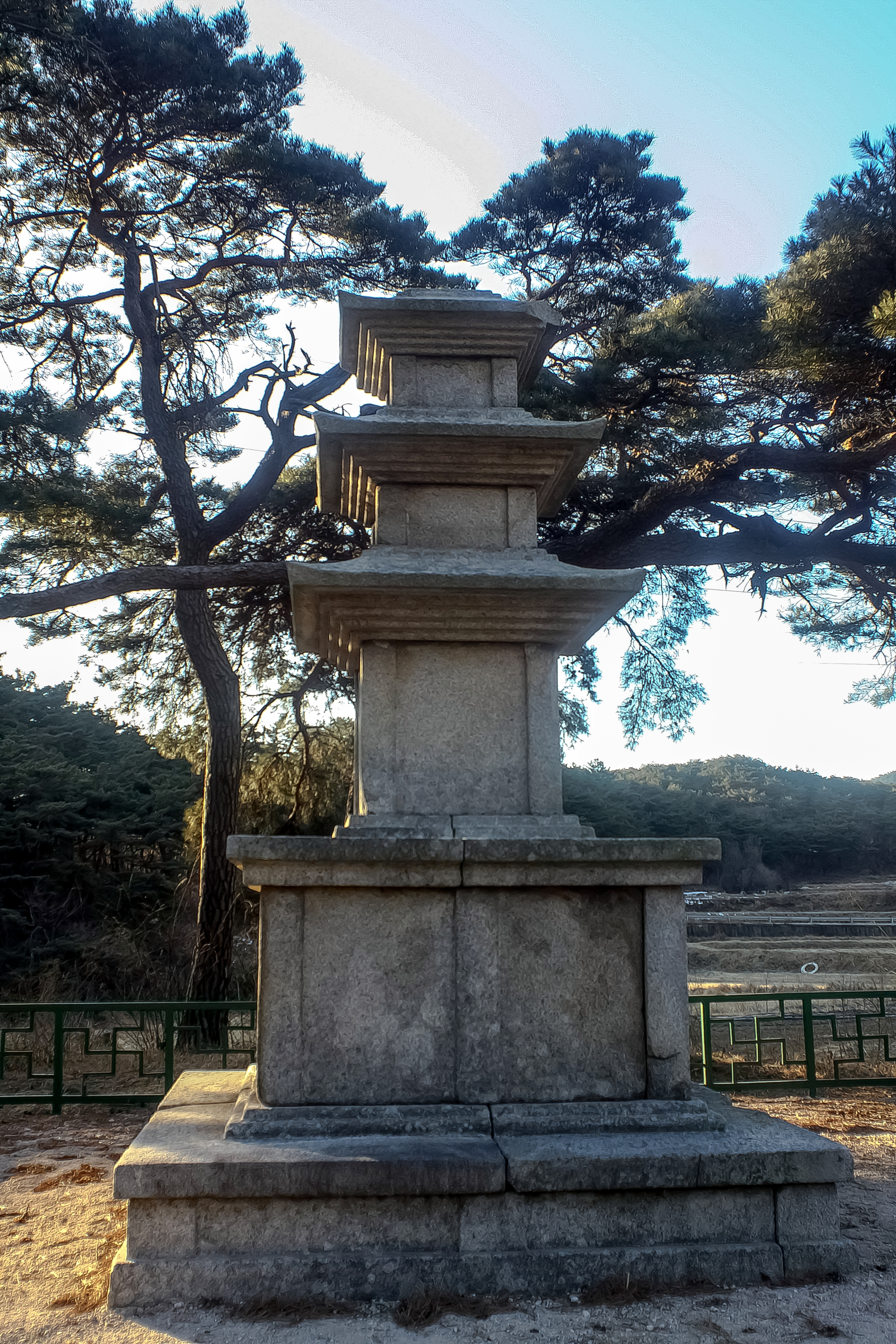

## 같이 보기
- 삼층석탑